# Shawn Wayans
Shawn Wayans (New York, 19 januari 1971) is een Amerikaans komisch acteur. Hij komt uit een gezin van tien kinderen, van wie er buiten hem nog vier bekend zijn, Keenen Ivory, Marlon, Damon en Kim.

## Levensloop
Shawn Wayans groeide op in New York en is de op een na jongste van de tien kinderen van Howell en Elvira Wayans. Hij maakte zijn debuut in de film I'm Gonna Git You Sucka, die door zijn broer Keenen Ivory geschreven werd. Van 1990 tot 1994 speelde hij in het sketchprogramma In Living Color.
In 1995 kreeg hij samen met broer Marlon zijn eigen sitcom, The Wayans Bros., die vijf seizoenen liep. In 1996 speelde hij de hoofdrol in de film Don't Be a Menace to South Central While Drinking Your Juice in the Hood. In 2000 speelde hij samen met Marlon in de film Scary Movie, die een succes werd. Hij speelde een verdoken homo en speelde die rol opnieuw in de sequel in 2001.
In 2004 speelde hij opnieuw met zijn broer Marlon, dit keer in de film White Chicks waarvan hij ook het scenario meeschreef. In 2006 maakte hij de comedy Little Man, wederom met Marlon en onder regie van Keenen Ivory.